# Пінар-дель-Ріоський собор
Піна́р-де́ль-Ріо́ський катедральний собо́р (ісп. Catedral de Pinar del Río) — католицький храм на Кубі, в місті Пінар-дель-Ріо. Катедральний собор Пінар-дель-Ріоської діоцезії. Названий на честь святого Росендо. Збудований у 1883—1903 роках, у стилі неокласицизму. Постав на основі парафіяльної церкви 1688 року. Статус собору — з 1903 року. Повна назва — Піна́р-де́ль-Ріо́ський катедра́льний собо́р святого Росе́ндо (ісп. Catedral de San Rosendo de Pinar del Río).